# Posaggio
Il posaggio, denominato anche appoggio o incudine, svolge un ruolo molto importante durante la fase di saldatura a ultrasuoni. Generalmente serve a contenere la metà inferiore dell'oggetto da assemblare ed in alcuni casi ad una vera e propria guida.
La realizzazione del posaggio deve tenere conto dei seguenti fattori:
- facilità di carico-scarico dei pezzi da assemblare
- tolleranze dimensionali
- stabilità e robustezza
- estetica dei pezzi da saldare

Normalmente il posaggio viene costruito in alluminio, in acciaio, in resina. 
Alcune tipologie di saldatura (es. saldatura a lama calda, saldatura a rotofrizione) richiedono l'utilizzo di appoggi complessi, dotati di movimentazioni e sistemi di tenuta particolari. Molta attenzione deve essere rivolta alla saldatura di pezzo dove l'estetica è importante. In questi casi le superfici dell'appoggio devono essere rivestite con materiali protettivi (sughero, velluto etc.).
Se le pareti dei pezzi da saldare sono sottili, l'appoggio deve essere realizzato in modo da contenere il pezzo fino in prossimità della zona di appoggio con il sonotrodo. Questo aspetto è particolarmente importante nel caso di saldatura con giunto ad incastro. Le pareti sottili potrebbero allargarsi sotto la spinta del sonotrodo, impedendo la fusione del materiale. In questo caso si realizzano assemblaggi a pressione, con fusione materiale minima.